# 브루셀라증
브루셀라증(Brucellosis)은 몰타열, 지중해열 등으로도 불리는 인수공통감염병이다. 이 병의 원인균을 제일 먼저 분리해 낸 영국의 군의관 데이비드 브루스의 이름에서 병명이 유래했다. 연간 평균 약 5백만 명에서 1,250만 명이 감염되는 것으로 추정되며 인수공통감염병 중에서는 가장 흔한 병이다.

## 전파 경로
브루셀라증은 염소, 양, 돼지, 소 등 가축에 의해 전염된다. 보통 동물들 사이의 감염은 상처부위로 균이 침투하거나 오염된 사료 등에 의해 이루어진다. 브루셀라증은 전파속도가 매우 빨라 보통 가축 사이에 감염되면 피해가 매우 심하다. 돼지의 경우 수퇘지의 생식기가 감염되면 돼지떼 전체가 감염되고, 소, 양, 염소 등은 오염된 젖을 통해 브루셀라균을 배출할 수 있다. 사람은 보통 브루셀라에 감염된 동물과 접촉하여 감염되는데, 사람 사이의 전파는 드물다.

## 가축의 증상
감염된 가축은 감기몸살과 비슷하게 발열, 두통, 오한, 피로감, 근육통 등이 나타난다. 일부 브루셀라 감염증은 가축에게서 태막의 염증 및 파열, 유산, 불임 등 생식 기능을 파괴하는 것으로 알려졌으며, 사람에게도 부고환염과 난소염을 일으킬 수 있다. 발견을 못해서 치료가 늦어버리면 만성화되서 치료가 오래 걸리는 경향이 있으며 항생제가 발달하기 전에는 심내막염으로 발전하여 폐사하는 사례가 있었다.

## 사람의 증상
사람의 경우 3주정도의 잠복기를 거친 후 발열, 오한, 전신무력, 몸살증세 등이 서서히 나타나는데, 보통 치료할 경우 쉽게 회복된다. 보통 어린아이들이 저항성이 강하다.
치료하지 않아도 치사율은 낮은 편이나 골수염 등의 합병증이 동반될 수 있다.

## 예방
가축 브루셀라는 감염된 것을 발견하는 즉시 도축장으로 보내는 것이 감염 확산을 방지하는 방법이며 가장 효과적인 방법이다. 소를 대상으로 한 백신은 존재하나, 브루셀라병의 유병율이 낮다는 이유 때문에 접종을 실시하지 않고 있고 브루셀라 검사를 실시해 양성이나 의양성 판정이 나올 경우 해당 가축을 살처분한다. 과거에는 살처분 가축을 매몰처리하였으나 2021년 기준으로는 살처분 가축을 안락사한 후 전문업체에 맡겨서 전용 기계에 투입하여 공업용 유지와 비료를 생산하는 랜더링처리를 한다. 양성축의 자축은 6개월 미만일 경우에는 전파방지를 위해 살처분을 권고하며 최장 6개월 동안 브루셀라가 발생한 축사는 이동제한이 걸려 입식이나 거래가 불가능하며 도축장 출하만 가능하다. (최초 발생->동거축 검사->1차 재검사->2차 재검사 후 이동제한 해제) 의양성축은 1차 재검사에서 전두수 음성으로 판정되면 이동제한을 해제하며, 의양성축의 자축은 살처분 권고 대상이 아니다.
이 병의 전파방지를 위해 젖소는 착유를 하는 12개월 이상의 모든 암소를 대상으로 밀크링 검사를 실시하며, 소를 거래할 때는 반드시 브루셀라증 검사를 먼저 받은 후 거래하도록 규정하고 있다. 또한 모든 유제품은 반드시 살균 과정을 거쳐야 한다. 사람의 경우 백신은 존재하지 않으며 테트라사이클린, 리파마이신 및 아미노글리코사이드계 항생제인 젠타마이신과 스트렙토마이신이 효과적이다. 브루셀라 균이 세포내에서 번식하기 때문에 단일 항생제로는 치료효과가 낮아서 여러 항생제를 같이 몇 주 동안 사용하는 칵테일 요법을 적용한다. 항생제 요법이 발달한 현대에는 적절한 치료만 받으면 합병증을 일으키지 않지만 항생제가 없었던 시절에는 합병증으로 브루셀라 신경증이나 심낭염으로 악화되어 사망하는 사례가 많았다. 가축의 멸균하지 않은 우유를 마시거나 관련 음식을 섭취했을 경우 감염될 가능성이 높고 이런 가축의 사체를 다루는 수의사, 도축장이나 실험실 직원 등도 걸릴 수 있다.

## 기타
이 병은 대한민국에서도 발병된 바 있으며, 대한민국에서는 현재 법정 전염병으로 지정하여 관리하고 있다.